# Mikuláš z Banče
Mikuláš z Banče (polsky Mikołaj z Bancze, německy Nikolaus von Banz nebo Nicolaus von Banz, † 1. září 1344) byl slezský církevní hodnostář a v letech 1319–1326 administrátor vratislavské diecéze.

## Život
Mikuláš z Banče pocházel ze staré patricijské vratislavské rodiny. Poprvé je v pramenech zmiňován roku 1305 jako člen vratislavské katedrální kapituly. Patřil do okruhu biskupa Jindřicha z Vrbna (1302–1319); jeho příbuzný Pavel z Banče (†1323) byl od roku 1307 prvním stálým pomocným biskupem ve Vratislavi. Sám Mikuláš vykonával v letech 1308 až 1315 funkci arcijáhna lehnického.
Po smrti biskupa Jindřicha z Vrbna došlo ke sporům v katedrální kapitule a jedna část zvolila novým biskupem Víta z Habdanku, zatímco druhá Lutolda z Kroměříže. Žádný ze zvolených biskupů nebyl potvrzen papežem a spor o obsazení vratislavského biskupského stolce se táhl šest let. Po tu dobu byli pro materiální správu diecéze určení dva tzv. administrátoři in temporalibus, z nichž však faktickou správu vykonával jen jeden, totiž právě Mikuláš z Banče.
V této funkci nabyl značného vlivu. Roku 1325 se stal blízkým rádcem posledního piastovského vratislavského knížete, Jindřicha VI. Dobrého. Přispěl k urovnání sporů knížete s patriciátem města Vratislavi a v souladu s politikou předchozích vratislavských biskupů podporoval Jindřichovu orientaci na českého krále, nyní Jana Lucemburského, a zásadně přispěl k uzavření dědické smlouvy mezi oběma panovníky, podle níž mělo Vratislavsko po Jindřichově smrti připadnout českému králi. Pochopitelně se tato snaha i Mikulášova role v ní setkaly s odporem Jindřichova bratra, lehnicko-břežského knížete Boleslava III. Marnotratného, který dal na přelomu let 1326 a 1327 biskupa zajmout ve vratislavském kostele sv. Jiljí a věznil jej krátkou dobu na hradě Jelči u Volova, než Mikuláše z Banče osvobodili jeho přátelé. Bezprostředně poté, v dubnu 1327, byla zmíněná dědická smlouva skutečně podepsána.
Mezitím byli oba protibiskupové donuceni k rezignaci a roku 1326 se novým vratislavským biskupem stal Nanker z Oxy. Mikuláš z Banče se získal kantorskou prelaturu ve vratislavské kolegiátní kapitule sv. Kříže. Nadále se však zásadně podílel na faktické správě biskupství, neboť nový biskup, přeložený do Vratislavi z Krakova, postrádal detailní znalost diecéze a poměrů v ní. Prolucemburské zaměření Mikuláše z Banče bylo v příkrém rozporu s propolskou politikou biskupa Nankera, přesto si bývalý administrátor zachoval vliv. Papežský legát Galhard de Carceribus si například stěžoval, že se celý svět Mikuláše bojí více než biskupa a že tedy Nankerova opatření proti němu, včetně klateb, jsou neúčinná.
I při svých církevních funkcích se Mikuláš z Banče věnoval správě svého nemalého osobního majetku, který se zvláště rozrostl v době, kdy spravoval diecézi. Do jeho smrti mu patřila například polovina hradu Kaltenštejna na Jesenicku, kterou odkázal biskupství.
Naposledy se Mikuláš z Banče zmiňuje po smrti biskupa Nankera (1341), kdy jej nový biskup Přeclav z Pohořelé využil jako prostředníka při urovnávání sporů mezi vratislavským biskupstvím a králem Janem Lucemburským, které zdědil po svém předchůdci. Přesné datum Mikulášovy smrti není známo, ale listina biskupa Přeclava z roku 1345 jej zmiňuje jako „nedávno zemřelého“.